# ويليام برايس (سياسي كندي)
ويليام برايس هو شخصية أعمال وسياسي كندي، ولد في 30 أغسطس 1867 في تالكا في تشيلي، وتوفي في 2 أكتوبر 1924 في كندا. حزبياً، نشط في حزب كندا المحافظ. وقد انتخب عضو مجلس العموم الكندي عن دائرة Quebec West ‏ (26 أكتوبر 1908 – 21 سبتمبر 1911).